# Hamadi Jebali
Hamadi Jebali (em árabe: حمادي الجبالي, Ḥammādī al-Jibālī; 12 de janeiro de 1949) é um engenheiro tunisiano, político e jornalista que foi primeiro-ministro da Tunísia de dezembro de 2011 a março de 2013. Ele foi o secretário-geral do Movimento Ennahda, um partido islâmico na Tunísia, até deixar seu partido em dezembro de 2014, durante as eleições presidenciais de 2014.

## Início da vida e educação
Nascido em Sousse em 1949, Jebali recebeu seu diploma de bacharel em engenharia mecânica pela Universidade de Tunis e realizou mestrado em engenharia fotovoltaica em Paris, França. Como especialista em energia solar e eólica, fundou sua própria empresa em Sousse.

## Carreira
Em 1981, ele se envolveu com o movimento islâmico da Tunísia. Foi diretor e editor-chefe do Al-Fajr, o antigo jornal semanal do Partido Islâmico Ennahda. Além disso, ele atuou como membro de longa data do conselho executivo do partido e continua sendo secretário-geral do Ennahda.
Em junho de 1990, Al-Fajr publicou um artigo de Rashid al-Ghannushi chamado "O povo do Estado ou o Estado do povo?". Jebali foi responsabilizado pela publicação e recebeu uma pena suspensa e uma multa de 1.500 dinares pelos crimes de "incentivar a violação da lei" e "convocar a insurreição". Em novembro de 1990, o jornal islâmico continha um ensaio do advogado Mohammed Nouri, intitulado "Quando os tribunais militares, servindo como tribunais especiais, serão abolidos?" Desta vez, um tribunal militar condenou Hamadi Jebali a um ano de prisão por "difamação de uma instituição judicial".
Em maio de 1992, o governo alegou ter detectado planos para um golpe de estado do Ennahda, que supostamente planejava matar o presidente Ben Ali e estabelecer um estado islâmico. Em agosto de 1992, Jebali, juntamente com outros 170 simpatizantes do Ennahda, foi acusado de "tentativa de derrubada". Jebali protestou que não tinha conhecimento da existência do complô e afirmou que havia sido torturado, apresentando marcas em seu corpo como prova. O julgamento foi classificado como injusto por observadores da Human Rights Watch, do Comitê de Advogados para os Direitos Humanos e da Anistia Internacional, esta última nomeando Jebali como prisioneiro de consciência. Eventualmente, em 28 de agosto de 1992, Hamadi Jebali foi condenado a uma pena de 16 anos por "pertencimento a uma organização ilegal" e "tentativa de mudança da natureza do Estado". O Tribunal de Cassação confirmou o veredicto.
As condições de sua prisão foram duras. Mais de dez dos 15 anos que Jebali passou, foram em confinamento solitário. Hamadi Jebali fez várias greves de fome para protestar contra as condições e sua condenação. Em fevereiro de 2006, por ocasião do 50º aniversário da independência da Tunísia, Jebali foi libertado condicionalmente.

## Pós-revolução e primeiro-ministro

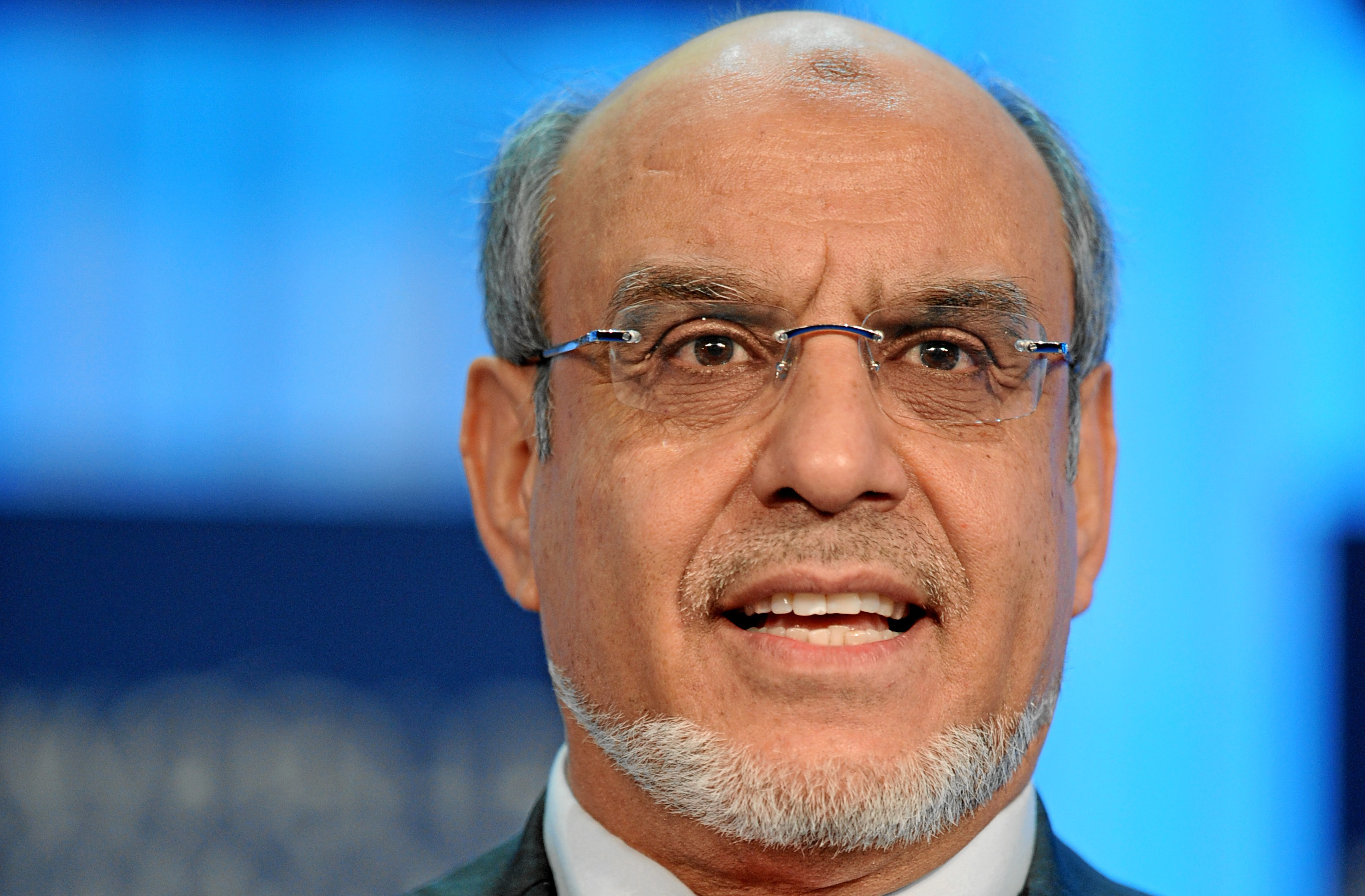
Jebali durante o WEF 2012

Após a revolução tunisiana em janeiro de 2011, o Ennahda foi legalizado. Desde então, Hamadi Jebali tem estado presente em público como secretário-geral e porta-voz do partido. Em maio de 2011, ele foi para Washington, DC, nos Estados Unidos. Ele também conheceu os senadores norte-americanos John McCain e Joe Lieberman.
Após o sucesso do Ennahda na eleição da Assembleia Constituinte em 23 de outubro de 2011, o partido o nomeou como seu candidato a primeiro-ministro. Jebali é considerado um defensor da ala reformista de seu partido.
O presidente interino Moncef Marzouki nomeou Jebali como primeiro-ministro da Tunísia em 14 de dezembro de 2011. Ele apresentou seu governo em 20 de dezembro. Ele assumiu oficialmente o cargo em 24 de dezembro. 
Em 19 de fevereiro de 2013, ele renunciou ao cargo. A medida seguiu sua tentativa de formar um governo tecnocrático após o assassinato de Chokri Belaid e os protestos que se seguiram contra a suposta islamização do país. Ennahda, no entanto, rejeitou sua renúncia. Jebali formalmente renunciou após uma reunião com o presidente Moncef Marzouki. Ele disse: "Prometi que, se minha iniciativa não fosse bem-sucedida, renunciaria ao cargo de chefe do governo, e é isso que estou fazendo após minha reunião com o presidente. Hoje há uma grande decepção entre as pessoas e devemos recuperar sua confiança e esta renúncia é um primeiro passo." Jebali sugeriu que se ele fosse encarregado de formar um novo governo teria que incluir ministros apartidários e uma variedade de representação política que levaria a uma nova eleição. Figuras da oposição anônimas saudaram a renúncia. No mesmo dia, a Standard & Poor rebaixou o rating de crédito da Tunísia. No entanto, o FMI disse que ainda está em negociações para um empréstimo de US$ 1,78 bilhão ao país.
Depois de instar seu partido sem sucesso a apoiar o presidente interino Moncef Marzouki na eleição presidencial de 2014, ele deixou o Ennahda em 10 de dezembro de 2014. Em janeiro de 2015, ele se recusou a se juntar ao novo partido do candidato presidencial derrotado Marzouki, mas não descartou fundar um partido próprio.